# A három testőr: Milady
A három testőr: Milady (eredeti cím: Les Trois Mousquetaires: Milady) 2023-ban bemutatott koprodukciós akciófilm, amelyet Martin Bourboulon rendezett, Alexandre Dumas A három testőr című regénye alapján. A 2023-as A három testőr: D’Artagnan című film folytatása. A főbb szerepekben François Civil, Vincent Cassel, Romain Duris, Pio Marmaï és Eva Green látható.
Franciaországban és Belgiumban 2023. december 13-án, Németországban 2023. december 14-én, Spanyolországban 2024. január 26-án, míg Magyarországon 2024. március 7-én mutatták be a mozikban.

## Cselekmény
D'Artagnant eszméletlenre ütik és elfogják Gaston, XIII. Lajos király öccse és trónörökös ügynökei. D'Artagnan megszökik fogvatartóitól, és visszafelé menve elfogja Comte de Chalais-t, Gaston egyik legjobb csatlósát. Megparancsolja Chalais-nak, hogy vezesse őt a börtöncellához, ahol Constance-t tartják fogva, de váratlanul ott találja Milady de Wintert, akit meg van láncolva és láthatóan megkínozták. Együtt szöknek meg. Milady és D'Artagnan egy éjszakát töltenek egy erdei rejtekhelyen. Milady megpróbálja elcsábítani D'Artagnant, de sikertelenül. Otthagyja őt aludni. D'Artagnant ismét elfogják Chalais emberei, de ismét megszökik.
Athos ellátogat a családi kastélyba, hogy meglátogassa ötéves fiát. Együtt meglátogatják a fiú édesanyjának sírját. XIII. Lajos úgy dönt, hogy háborút indít La Rochelle, a Franciaország nyugati partján fekvő protestáns erőd ellen. D'Artagnant és barátait La Rochelle-be küldik a Muskétásokkal, a francia hadsereg elit egységével, Treville kapitány parancsnoksága alatt. A haditáborban D'Artagnan találkozik Miladyvel, aki ismét megpróbálja elcsábítani. Mielőtt lefeküdnének egymással, D'Artagnan felfedezi a nő vállára égetett fleur-de-lis-t, és rájön, hogy ő az a nő, akiről Athos mesélt neki. Athos megtudja, hogy egykori felesége, fia anyja életben van.
A testőrök egy kis csoportja Treville kapitány vezetésével merész éjszakai portyára indul La Rochelle-be. Az erődben protestáns lázadók fedezik fel őket, akiket nyilvánvalóan Gaston parancsára Chalais gróf értesített a közelgő rajtaütésről. Hannibál, egy másik francia katonai egység parancsnoka segítségével a testőrök hősies küzdelem után elmenekülnek.
Athos követi Milady-t egy erdőbe, ahol titokban találkozik Richeliu bíborossal. Megtudja, hogy Milady megbízást kapott Buckingham hercegének meggyilkolására, akinek támogatása döntő fontosságú a la rochelle-i lázadók háborús erőfeszítéseihez. Miután Richelieu távozik, Athos szembesíti Milady-t, aki emlékezteti őt szerelmes napjaikra. Milady Athos megölésére készül, de az érkező Aramis és D'Artagnan megmenti. Milady elmenekül. Richeliu bíboros találkozik Anna királynéval, és megígéri, hogy visszaadja Constance-t, akit az ő parancsára tartottak fogva. A királynő közli D'Artagnan-nal, hogy Constance biztonságban van Buckingham herceg őrségében Angliában.
Benjámint, Athos testvérét, a protestánsok egyik vezetőjét Gaston őrsége elfogja, és vízbefojtással halálra ítélik. Athos úgy dönt, hogy elhagyja a francia sereget, hogy megmentse a testvérét. Aramis és Porthos csatlakozik hozzá. Együtt Angliába menekülnek. Milady Angliába utazik, hogy meggyilkolja Buckingham hercegét. A Buckingham kastélyban Milady-t Constance, Buckingham vendége felismeri, elfogják és halálra ítélik. Akasztás előtt Milady-t Constance meglátogatja a fogságban. Constance sajnálkozva a fiatal és gyönyörű nő sorsán, ruhát cserél Miladyvel, és hagyja megszökni. Amikor a hóhérok Miladyért jönnek, Constance hiába próbálja megmagyarázni, hogy nem ő a halálra ítélt. A palota udvarán felakasztják.
D'Artagnan és barátai pillanatokkal később érkeznek Constance akasztására. Buckinghammel együtt üldözőbe veszik Milady-t, aki az időt kihasználva felgyújtotta a hercegi palotát. D'Artagnan bemegy az égő épületbe, hogy megküzdjön Miladyvel. A harc közben Milady eltűnik, és D'Artagnant eszméletlenül mentik meg barátai. Treville kapitányt árulásért bíróság elé állítják a királyi udvarban. Aramis és Porthos megérkezik, hogy bizonyítékot hozzon arról, hogy Gaston kapcsolatba lépett a La Rochelle-i lázadókkal, hogy összeesküvést szőjenek a király ellen. Treville-t felmentik. Athos hazatér a kastélyába, ahol kiderül, hogy fiát ismeretlen személy elrabolta. A fiú ágyán talál egy fülbevalót, amely egykor a felesége tulajdonában volt.

## Szereplők
| Szerep                       | Színész             | Magyar hang         |
| ---------------------------- | ------------------- | ------------------- |
| Charles d'Artagnan           | François Civil      | Előd Álmos          |
| Athos                        | Vincent Cassel      | Epres Attila        |
| Porthos                      | Pio Marmaï          | Zöld Csaba          |
| Aramis                       | Romain Duris        | Király Attila       |
| Milady de Winter             | Eva Green           | Kovács Patrícia     |
| Constance Bonacieux          | Lyna Khoudri        | Tamási Nikolett     |
| XIII. Lajos király           | Louis Garrel        | Mészáros Béla       |
| Ausztriai Anna királyné      | Vicky Krieps        | Réti Adrienn        |
| Buckingham hercege           | Jacob Fortune-Lloyd | Crespo Rodrigo      |
| Richelieu bíboros            | Éric Ruf            | Debreczeny Csaba    |
| De Tréville kapitány         | Marc Barbé          | Mihályi Győző       |
| Gaston orléans-i herceg      | Julien Frison       | Kenéz Ágoston       |
| Villeneuve de Radis          | Alexis Michalik     | György Rózsa Sándor |
| Henri de Talleyrand-Périgord | Patrick Mille       | Dózsa Zoltán        |
| Ardanza                      | Ivan Franek         | Fehérvári Péter     |
| Hannibal                     | Ralph Amoussou      | Varga Rókus         |
| Horace Saint Blancard        | Thibault Vinçon     | Janicsek Péter      |
| Mathilde d'Herblay           | Camille Rutherford  | Mentes Júlia        |
| Benjamin de la Fère          | Gabriel Almaer      | Csémy Balázs        |
| Medici Mária királyné        | Dominique Valadié   | Pálos Zsuzsa        |

### Magyar változat
- Főcím: Welker Gábor
- Magyar szöveg: Zalatnay Márta
- Hangmérnök és vágó: Szabó Miklós
- Gyártásvezető: Boskó Andrea
- Szinkronrendező: Kosztola Tibor
- Produkciós vezető: Jávor Barbara

A szinkront a Dub 4 Studios készítette el

## A film készítése
A projekt ötlete 2019-ben kezdődött, amikor Dimitri Rassam producer az év során olyan témát keresett, amely valódi eseményt indíthatna el a nagyvásznon, és listát készített a feldolgozandó művekről, amelyek közül kiemelkedett egy: Alexandre Dumas 1844-es regénye, A három testőr. 2019 decemberében Rassam egy párizsi étteremben találkozott Martin Bourboulon rendezővel, hogy megbeszélje vele, hogy szeretné a regényt adaptálni. A találkozó során Bourboulon felidézte a Bertrand Tavernier által rendezett 1994-es D’Artagnan lánya című filmet, amelynek producere az apja, Frédéric Bourboulon volt.

### Forgatás
A két filmet egymás után 150 napig forgatták Franciaországban, olyan nevezetességekben, mint a Louvre-palota, a Invalidusok háza, a Fontainebleau-i és a Saint-Germain-en-Laye-i kastélyok, Fort-la-Latte és Chantilly, valamint Saint-Malo fellegvára és Troyes történelmi belvárosa. A forgatás 2021. augusztus 16-án kezdődött és 2022. június 3-án fejeződött.